# Liste der Baudenkmäler in Mals
Die Liste der Baudenkmäler in Mals (italienisch Malles) enthält die 110 als Baudenkmäler ausgewiesenen Objekte auf dem Gebiet der Gemeinde Mals in Südtirol.
Basis ist das im Internet einsehbare offizielle Verzeichnis der Baudenkmäler in Südtirol. Dabei kann es sich beispielsweise um Sakralbauten, Wohnhäuser, Bauernhöfe und Adelsansitze handeln. Die Reihenfolge in dieser Liste orientiert sich an der Bezeichnung, alternativ ist sie auch nach der Adresse oder dem Datum der Unterschutzstellung sortierbar.

## Liste
| Foto |                 | Bezeichnung                                                                                     | Standort                                                        | Eintragung                   | Beschreibung | Metadaten                                                       |
| ---- | --------------- | ----------------------------------------------------------------------------------------------- | --------------------------------------------------------------- | ---------------------------- | --- | --------------------------------------------------------------- |
| ja   | Datei hochladen | Alte Friedhofskapelle ID: 15740                                                                 | 46° 40′ 49″ N, 10° 32′ 3″ O Fraktion: Laatsch                   | 15. Dez. 1978 (BLR-LAB 8861) | Kapelle | KG: Laatsch Bauparzelle: 6                                      |
| ja   | Datei hochladen | Alter Widum ID: 15811                                                                           | 46° 40′ 50″ N, 10° 33′ 33″ O Fraktion: Tartsch                  | 15. Dez. 1978 (BLR-LAB 8861) | Widum/Kanonikerhaus | KG: Tartsch Bauparzelle: 7                                      |
| ja   | Datei hochladen | Annaburg ID: 15747                                                                              | 46° 40′ 46″ N, 10° 31′ 59″ O Fraktion: Laatsch                  | 15. Dez. 1978 (BLR-LAB 8861) | Burgruine | KG: Laatsch Bauparzelle: 29, 30 Grundparzelle: 1336             |
| BW   | Datei hochladen | Außerglieshof ID: 50619                                                                         | 46° 43′ 25″ N, 10° 40′ 53″ O                                    | 12. Nov. 2019 (BLR-LAB 951)  | Bauernhof | KG: Matsch Bauparzelle: 147/1                                   |
| ja   | Datei hochladen | Benediktinerstift Marienberg ID: 15806                                                          | 46° 42′ 22″ N, 10° 31′ 14″ O Fraktion: Burgeis                  | 15. Dez. 1978 (BLR-LAB 8861) | Kloster | KG: Schlinig Bauparzelle: 1, 2, 3                               |
| ja   | Datei hochladen | Bildstock am Weg nach Marienberg ID: 15737                                                      | 46° 42′ 30″ N, 10° 31′ 22″ O                                    | 15. Dez. 1978 (BLR-LAB 8861) | Bildstock | KG: Burgeis Grundparzelle: 162/1                                |
| ja   | Datei hochladen | Dr.-Heinrich-Flora-Straße 2A-B ID: 15759                                                        | Dr.-Heinrich-Flora-Straße 2A-B 46° 41′ 29″ N, 10° 32′ 39″ O     | 24. März 1980 (BLR-LAB 1589) | Ländliches Wohnhaus/Bauernhof | KG: Mals Bauparzelle: 48                                        |
| ja   | Datei hochladen | Dr.-Heinrich-Flora-Straße 41 ID: 15762                                                          | Dr.-Heinrich-Flora-Straße 41 46° 41′ 36″ N, 10° 32′ 34″ O       | 15. März 1971 (MD)           | Ländliches Wohnhaus/Bauernhof | KG: Mals Bauparzelle: 69                                        |
| ja   | Datei hochladen | Drossturm ID: 18061                                                                             | 46° 41′ 24″ N, 10° 32′ 41″ O                                    | 25. Nov. 1951 (MD)           | Burg/Schloss | KG: Mals Bauparzelle: 91/2                                      |
| ja   | Datei hochladen | Ehemalige Pforzheimer Hütte ID: 50517                                                           | 46° 44′ 4″ N, 10° 26′ 16″ O                                     | 6. Apr. 2009 (BLR-LAB 988)   | Schutzhütte | KG: Schlinig Bauparzelle: 73                                    |
| ja   | Datei hochladen | Fröhlichgasse 9 ID: 15775                                                                       | Fröhlichgasse 9 46° 41′ 22″ N, 10° 32′ 32″ O                    | 24. März 1980 (BLR-LAB 1589) | Ländliches Wohnhaus/Bauernhof | KG: Mals Bauparzelle: 136, 137                                  |
| ja   | Datei hochladen | Fröhlichgasse 11 ID: 15774                                                                      | Fröhlichgasse 11 46° 41′ 21″ N, 10° 32′ 32″ O                   | 24. März 1980 (BLR-LAB 1589) | Ländliches Wohnhaus/Bauernhof | KG: Mals Bauparzelle: 135                                       |
| ja   | Datei hochladen | Fröhlichsburg mit Hofraum ID: 15773                                                             | 46° 41′ 22″ N, 10° 32′ 33″ O                                    | 25. Nov. 1951 (MD)           | Burgruine | KG: Mals Bauparzelle: 134 Grundparzelle: 122/1, 122/2, 124, 127 |
| ja   | Datei hochladen | Frühmeßwidum ID: 15739                                                                          | 46° 40′ 51″ N, 10° 32′ 6″ O                                     | 6. März 1989 (BLR-LAB 1262)  | Ländliches Wohnhaus/Bauernhof | KG: Laatsch Bauparzelle: 1/1, 1/2                               |
| ja   | Datei hochladen | Fürstenburg ID: 15733                                                                           | 46° 42′ 26″ N, 10° 31′ 34″ O                                    | 15. Dez. 1978 (BLR-LAB 8861) | Burg/Schloss | KG: Burgeis Bauparzelle: 139                                    |
| ja   | Datei hochladen | Gasthof Edelweiss ID: 15755                                                                     | 46° 41′ 18″ N, 10° 32′ 52″ O                                    | 20. Okt. 1955 (MD)           | Gasthaus | KG: Mals Bauparzelle: 3                                         |
| ja   | Datei hochladen | Gasthof Einhorn ID: 15758                                                                       | Hauptplatz 4 46° 41′ 27″ N, 10° 32′ 40″ O                       | 24. März 1980 (BLR-LAB 1589) | Gasthaus | KG: Mals Bauparzelle: 46                                        |
| ja   | Datei hochladen | Gasthof Lamm ID: 15760                                                                          | 46° 41′ 29″ N, 10° 32′ 39″ O                                    | 24. März 1980 (BLR-LAB 1589) | Gasthaus | KG: Mals Bauparzelle: 49/1                                      |
| ja   | Datei hochladen | Gemeindeturm ID: 15782                                                                          | 46° 41′ 35″ N, 10° 36′ 57″ O                                    | 15. Dez. 1978 (BLR-LAB 8861) | Turm | KG: Matsch Bauparzelle: 84                                      |
| ja   | Datei hochladen | General-Ignaz-Verdroß-Straße 45A-B ID: 15765                                                    | General-Ignaz-Verdroß-Straße 45A-B 46° 41′ 25″ N, 10° 32′ 41″ O | 25. Nov. 1951 (MD)           | Ländliches Wohnhaus/Bauernhof | KG: Mals Bauparzelle: 91/1                                      |
| ja   | Datei hochladen | General-Ignaz-Verdroß-Straße 26 ID: 15757                                                       | General-Ignaz-Verdroß-Straße 26 46° 41′ 23″ N, 10° 32′ 46″ O    | 6. März 1989 (BLR-LAB 1262)  | Ländliches Wohnhaus/Bauernhof | KG: Mals Bauparzelle: 14/1                                      |
| ja   | Datei hochladen | Gerbergasse 12 ID: 15776                                                                        | Gerbergasse 12 46° 41′ 17″ N, 10° 32′ 31″ O                     | 24. März 1980 (BLR-LAB 1589) | Ländliches Wohnhaus/Bauernhof | KG: Mals Bauparzelle: 143                                       |
| ja   | Datei hochladen | Greilhof mit Anger ID: 15777                                                                    | Spitalstraße 12 46° 41′ 21″ N, 10° 32′ 24″ O                    | 13. März 1971 (MD)           | Ländliches Wohnhaus/Bauernhof | KG: Mals Bauparzelle: 149 Grundparzelle: 114, 115               |
| ja   | Datei hochladen | Hauptplatz 1 ID: 15764                                                                          | Hauptplatz 1 46° 41′ 26″ N, 10° 32′ 39″ O                       | 25. Nov. 1951 (MD)           | Ländliches Wohnhaus/Bauernhof | KG: Mals Bauparzelle: 88/1                                      |
| ja   | Datei hochladen | Haus Nr. 2 ID: 15794                                                                            | 46° 43′ 18″ N, 10° 34′ 41″ O Fraktion: Planeil                  | 15. Dez. 1978 (BLR-LAB 8861) | Ländliches Wohnhaus/Bauernhof | KG: Planeil Bauparzelle: 30                                     |
| ja   | Datei hochladen | Haus Nr. 4 ID: 15802                                                                            | 46° 41′ 33″ N, 10° 31′ 23″ O Fraktion: Schleis                  | 24. März 1980 (BLR-LAB 1589) | Ländliches Wohnhaus/Bauernhof | KG: Schleis Bauparzelle: 10/1, 10/2, 185 Grundparzelle: 4/1     |
| ja   | Datei hochladen | Haus Nr. 5 ID: 15801                                                                            | 46° 41′ 33″ N, 10° 31′ 23″ O Fraktion: Schleis                  | 1. Dez. 1980 (BLR-LAB 7651)  | Ländliches Wohnhaus/Bauernhof | KG: Schleis Bauparzelle: 8                                      |
| ja   | Datei hochladen | Haus Nr. 6 ID: 15818                                                                            | 46° 40′ 59″ N, 10° 33′ 35″ O Fraktion: Tartsch                  | 15. Dez. 1978 (BLR-LAB 8861) | Ländliches Wohnhaus/Bauernhof | KG: Tartsch Bauparzelle: 60                                     |
| ja   | Datei hochladen | Haus Nr. 7 ID: 15742                                                                            | 46° 40′ 45″ N, 10° 32′ 10″ O Fraktion: Laatsch                  | 15. Dez. 1978 (BLR-LAB 8861) | Ländliches Wohnhaus/Bauernhof | KG: Laatsch Bauparzelle: 12/1                                   |
| ja   | Datei hochladen | Haus Nr. 8 ID: 15743                                                                            | 46° 40′ 45″ N, 10° 32′ 10″ O Fraktion: Laatsch                  | 15. Dez. 1978 (BLR-LAB 8861) | Ländliches Wohnhaus/Bauernhof | KG: Laatsch Bauparzelle: 14                                     |
| ja   | Datei hochladen | Haus Nr. 8 ID: 15793                                                                            | 46° 43′ 19″ N, 10° 34′ 43″ O Fraktion: Planeil                  | 15. Dez. 1978 (BLR-LAB 8861) | Ländliches Wohnhaus/Bauernhof | KG: Planeil Bauparzelle: 97                                     |
| ja   | Datei hochladen | Haus Nr. 13 ID: 15816                                                                           | 46° 40′ 55″ N, 10° 33′ 31″ O Fraktion: Tartsch                  | 15. Dez. 1978 (BLR-LAB 8861) | Ländliches Wohnhaus/Bauernhof | KG: Tartsch Bauparzelle: 43                                     |
| ja   | Datei hochladen | Haus Nr. 14 ID: 15819                                                                           | 46° 40′ 52″ N, 10° 33′ 33″ O Fraktion: Tartsch                  | 15. Dez. 1978 (BLR-LAB 8861) | Ländliches Wohnhaus/Bauernhof | KG: Tartsch Bauparzelle: 71                                     |
| ja   | Datei hochladen | Haus Nr. 17 ID: 15730                                                                           | 46° 42′ 37″ N, 10° 31′ 37″ O Fraktion: Burgeis                  | 15. Dez. 1978 (BLR-LAB 8861) | Städtisches Wohnhaus | KG: Burgeis Bauparzelle: 113                                    |
| ja   | Datei hochladen | Haus Nr. 25 ID: 15812                                                                           | 46° 40′ 51″ N, 10° 33′ 32″ O Fraktion: Tartsch                  | 15. Dez. 1978 (BLR-LAB 8861) | Ländliches Wohnhaus/Bauernhof | KG: Tartsch Bauparzelle: 16, 186, 187                           |
| ja   | Datei hochladen | Haus Nr. 26 ID: 15805                                                                           | 46° 41′ 35″ N, 10° 31′ 17″ O Fraktion: Schleis                  | 24. März 1980 (BLR-LAB 1589) | Ländliches Wohnhaus/Bauernhof | KG: Schleis Bauparzelle: 63                                     |
| ja   | Datei hochladen | Haus Nr. 29 ID: 15729                                                                           | 46° 42′ 39″ N, 10° 31′ 39″ O Fraktion: Burgeis                  | 13. Aug. 1971 (MD)           | Ländliches Wohnhaus/Bauernhof | KG: Burgeis Bauparzelle: 94                                     |
| ja   | Datei hochladen | Haus Nr. 33 ID: 15814                                                                           | 46° 40′ 53″ N, 10° 33′ 29″ O Fraktion: Tartsch                  | 15. Dez. 1978 (BLR-LAB 8861) | Ländliches Wohnhaus/Bauernhof | KG: Tartsch Bauparzelle: 36                                     |
| ja   | Datei hochladen | Haus Nr. 39–40 ID: 15804                                                                        | 46° 41′ 41″ N, 10° 31′ 18″ O Fraktion: Schleis                  | 24. März 1980 (BLR-LAB 1589) | Ländliches Wohnhaus/Bauernhof | KG: Schleis Bauparzelle: 36/1, 36/3                             |
| ja   | Datei hochladen | Haus Nr. 46 ID: 15726                                                                           | 46° 42′ 40″ N, 10° 31′ 42″ O Fraktion: Burgeis                  | 13. Aug. 1971 (MD)           | Ländliches Wohnhaus/Bauernhof | KG: Burgeis Bauparzelle: 59                                     |
| ja   | Datei hochladen | Haus Nr. 62 ID: 15725                                                                           | 46° 42′ 46″ N, 10° 31′ 50″ O Fraktion: Burgeis                  | 15. Dez. 1978 (BLR-LAB 8861) | Ländliches Wohnhaus/Bauernhof | KG: Burgeis Bauparzelle: 34                                     |
| ja   | Datei hochladen | Haus Nr. 66 ID: 15724                                                                           | 46° 42′ 43″ N, 10° 31′ 48″ O Fraktion: Burgeis                  | 15. Dez. 1978 (BLR-LAB 8861) | Ländliches Wohnhaus/Bauernhof | KG: Burgeis Bauparzelle: 29                                     |
| ja   | Datei hochladen | Haus Nr. 70 ID: 15723                                                                           | 46° 42′ 42″ N, 10° 31′ 47″ O Fraktion: Burgeis                  | 13. Aug. 1971 (MD)           | Ländliches Wohnhaus/Bauernhof | KG: Burgeis Bauparzelle: 25                                     |
| ja   | Datei hochladen | Haus Nr. 72 ID: 15727                                                                           | 46° 42′ 40″ N, 10° 31′ 43″ O Fraktion: Burgeis                  | 13. Aug. 1971 (MD)           | Ländliches Wohnhaus/Bauernhof | KG: Burgeis Bauparzelle: 62                                     |
| ja   | Datei hochladen | Haus Nr. 73 ID: 15728                                                                           | 46° 42′ 40″ N, 10° 31′ 42″ O Fraktion: Burgeis                  | 13. Aug. 1971 (MD)           | Ländliches Wohnhaus/Bauernhof | KG: Burgeis Bauparzelle: 66                                     |
| ja   | Datei hochladen | Haus Nr. 88 ID: 15749                                                                           | 46° 40′ 42″ N, 10° 31′ 52″ O Fraktion: Laatsch                  | 15. Jan. 1982 (BLR-LAB 303)  | Ländliches Wohnhaus/Bauernhof | KG: Laatsch Bauparzelle: 68                                     |
| ja   | Datei hochladen | Haus Nr. 98 ID: 15722                                                                           | 46° 42′ 38″ N, 10° 31′ 49″ O Fraktion: Burgeis                  | 15. Dez. 1978 (BLR-LAB 8861) | Ländliches Wohnhaus/Bauernhof | KG: Burgeis Bauparzelle: 14                                     |
| ja   | Datei hochladen | Heilig-Kreuz in Pillesait ID: 15736                                                             | 46° 42′ 31″ N, 10° 31′ 29″ O                                    | 15. Dez. 1978 (BLR-LAB 8861) | Kirche | KG: Burgeis Bauparzelle: 168                                    |
| ja   | Datei hochladen | Hof in Muntetschinig ID: 50171                                                                  | 46° 41′ 0″ N, 10° 34′ 45″ O                                     | 22. Juli 2002 (BLR-LAB 2657) | Ländliches Wohnhaus/Bauernhof | KG: Tartsch Bauparzelle: 81                                     |
| ja   | Datei hochladen | Jägerhaus beim Glieshof ID: 15789                                                               | 46° 43′ 31″ N, 10° 41′ 5″ O                                     | 6. März 1989 (BLR-LAB 1262)  | Ländliches Wohnhaus/Bauernhof | KG: Matsch Bauparzelle: 164                                     |
| ja   | Datei hochladen | Johannes-Mühle ID: 50153                                                                        | 46° 41′ 19″ N, 10° 32′ 33″ O                                    | 24. Nov. 2003 (BLR-LAB 4242) | Mühle | KG: Mals Bauparzelle: 128/1                                     |
| ja   | Datei hochladen | Josefskapelle ID: 15790                                                                         | 46° 41′ 18″ N, 10° 36′ 40″ O Fraktion: Matsch                   | 15. Dez. 1978 (BLR-LAB 8861) | Kapelle | KG: Matsch Bauparzelle: 169                                     |
| ja   | Datei hochladen | Josefskapelle ID: 15817                                                                         | 46° 40′ 56″ N, 10° 33′ 31″ O Fraktion: Tartsch                  | 15. Dez. 1978 (BLR-LAB 8861) | Kapelle | KG: Tartsch Bauparzelle: 47                                     |
| ja   | Datei hochladen | Kapelle ID: 15744                                                                               | 46° 40′ 46″ N, 10° 32′ 0″ O                                     | 15. Dez. 1978 (BLR-LAB 8861) | Kapelle | KG: Laatsch Bauparzelle: 19                                     |
| ja   | Datei hochladen | Fischgaderhöfe mit Kapelle ID: 50164                                                            | 46° 44′ 11″ N, 10° 31′ 41″ O                                    | 21. Sep. 1998 (BLR-LAB 4242) | zwei Höfe mit angebauten Futterhäusern, daneben einfache Kapelle | KG: Burgeis Bauparzelle: 145                                    |
| ja   | Datei hochladen | Kapelle beim Glieshof ID: 15792                                                                 | 46° 43′ 33″ N, 10° 41′ 5″ O                                     | 15. Dez. 1978 (BLR-LAB 8861) | Kapelle | KG: Matsch Grundparzelle: 2169                                  |
| BW   | Datei hochladen | Kapelle beim Lechtl ID: 15821                                                                   | 46° 41′ 18″ N, 10° 34′ 31″ O                                    | 6. März 1989 (BLR-LAB 1262)  | Kapelle | KG: Tartsch Bauparzelle: 92                                     |
| ja   | Datei hochladen | Kapelle beim Thanei ID: 15788                                                                   | 46° 43′ 26″ N, 10° 40′ 26″ O                                    | 15. Dez. 1978 (BLR-LAB 8861) | Kapelle | KG: Matsch Bauparzelle: 144/1                                   |
| ja   | Datei hochladen | Kapuzinerkloster und Kirche ID: 15767                                                           | 46° 41′ 20″ N, 10° 32′ 41″ O                                    | 24. März 1980 (BLR-LAB 1589) | Kloster | KG: Mals Bauparzelle: 104, 105                                  |
| ja   | Datei hochladen | Kastellatz ID: 15810                                                                            | 46° 42′ 23″ N, 10° 30′ 36″ O                                    | 15. Dez. 1978 (BLR-LAB 8861) | Burgruine | KG: Schlinig Grundparzelle: 69                                  |
| ja   | Datei hochladen | Lichtenegg ID: 15763                                                                            | 46° 41′ 27″ N, 10° 32′ 38″ O                                    | 25. Nov. 1951 (MD)           | Ansitz | KG: Mals Bauparzelle: 83/1                                      |
| ja   | Datei hochladen | Malsegg ID: 15756                                                                               | 46° 41′ 21″ N, 10° 32′ 49″ O                                    | 24. März 1980 (BLR-LAB 1589) | Ansitz | KG: Mals Bauparzelle: 5                                         |
| ja   | Datei hochladen | Mariä Heimsuchung ID: 15797                                                                     | 46° 44′ 35″ N, 10° 33′ 46″ O                                    | 21. Sep. 1971 (MD)           | Kirche | KG: Plawenn Bauparzelle: 1                                      |
| ja   | Datei hochladen | Marienkapelle in Prämajur ID: 15808                                                             | 46° 42′ 5″ N, 10° 30′ 25″ O                                     | 15. Dez. 1978 (BLR-LAB 8861) | Kapelle | KG: Schlinig Bauparzelle: 27                                    |
| ja   | Datei hochladen | Martinskapelle ID: 15781                                                                        | 46° 41′ 38″ N, 10° 36′ 57″ O                                    | 15. Dez. 1978 (BLR-LAB 8861) | Kapelle | KG: Matsch Bauparzelle: 74                                      |
| ja   | Datei hochladen | Martinskapelle ID: 15738                                                                        | 46° 42′ 19″ N, 10° 31′ 50″ O                                    | 24. März 1980 (BLR-LAB 1589) | Kapelle | KG: Burgeis Grundparzelle: 353                                  |
| ja   | Datei hochladen | Mesnerhaus ID: 15745                                                                            | 46° 40′ 48″ N, 10° 32′ 1″ O                                     | 15. Dez. 1978 (BLR-LAB 8861) | Ländliches Wohnhaus/Bauernhof | KG: Laatsch Bauparzelle: 20                                     |
| ja   | Datei hochladen | Mühle ID: 50421                                                                                 | 46° 40′ 46″ N, 10° 31′ 52″ O                                    | 16. Sep. 2002 (BLR-LAB 3326) | Ländliches Wohnhaus/Bauernhof | KG: Laatsch Bauparzelle: 51/1                                   |
| ja   | Datei hochladen | Muss ID: 50543                                                                                  | 46° 41′ 32″ N, 10° 32′ 35″ O                                    | 6. Sep. 2010 (BLR-LAB 1405)  | Ländliches Wohnhaus/Bauernhof | KG: Mals Bauparzelle: 72                                        |
| ja   | Datei hochladen | Nebengebäude von Haus Nr. 32 ID: 15815                                                          | 46° 40′ 52″ N, 10° 33′ 28″ O                                    | 15. Dez. 1978 (BLR-LAB 8861) | Ländliches Wohnhaus/Bauernhof | KG: Tartsch Bauparzelle: 41/1                                   |
| ja   | Datei hochladen | Pardellesweg 8 ID: 15772                                                                        | Pardellesweg 8 46° 41′ 15″ N, 10° 32′ 36″ O                     | 21. Mai 1982 (BLR-LAB 3073)  | Ländliches Wohnhaus/Bauernhof | KG: Mals Bauparzelle: 120                                       |
| ja   | Datei hochladen | Parkgasse 1 ID: 50553                                                                           | Parkgasse 1 46° 41′ 28″ N, 10° 32′ 41″ O                        | 19. Dez. 2011 (BLR-LAB 1961) | Ländliches Wohnhaus/Bauernhof | KG: Mals Bauparzelle: 45                                        |
| ja   | Datei hochladen | Pfarrkirche Maria Empfängnis mit Friedhofskapelle St. Michael und Friedhof in Burgeis ID: 15732 | 46° 42′ 38″ N, 10° 31′ 33″ O                                    | 15. Dez. 1978 (BLR-LAB 8861) | Kirche | KG: Burgeis Bauparzelle: 121, 122 Grundparzelle: 82             |
| ja   | Datei hochladen | Pfarrkirche Maria Himmelfahrt mit Friedhofskapelle St. Michael und Friedhof in Mals ID: 15769   | 46° 41′ 22″ N, 10° 32′ 36″ O                                    | 24. März 1980 (BLR-LAB 1589) | Kirche | KG: Mals Bauparzelle: 110, 111 Grundparzelle: 237               |
| ja   | Datei hochladen | Pfarrkirche St. Andreas mit Friedhof ID: 15813                                                  | 46° 40′ 52″ N, 10° 33′ 32″ O                                    | 15. Dez. 1978 (BLR-LAB 8861) | Kirche | KG: Tartsch Bauparzelle: 32 Grundparzelle: 38                   |
| ja   | Datei hochladen | Pfarrkirche St. Anton Abt ID: 15809                                                             | 46° 42′ 19″ N, 10° 28′ 26″ O                                    | 24. März 1980 (BLR-LAB 1589) | Kirche | KG: Schlinig Bauparzelle: 49                                    |
| ja   | Datei hochladen | Pfarrkirche St. Florin mit Friedhof ID: 15784                                                   | 46° 41′ 24″ N, 10° 36′ 52″ O                                    | 15. Dez. 1978 (BLR-LAB 8861) | Kirche | KG: Matsch Bauparzelle: 110 Grundparzelle: 471                  |
| ja   | Datei hochladen | Pfarrkirche St. Laurentius mit Friedhofskapelle und Friedhof ID: 15800                          | 46° 41′ 33″ N, 10° 31′ 22″ O                                    | 24. März 1980 (BLR-LAB 1589) | Kirche | KG: Schleis Bauparzelle: 1, 2 Grundparzelle: 3                  |
| ja   | Datei hochladen | Pfarrkirche St. Luzius ID: 15741                                                                | 46° 40′ 48″ N, 10° 32′ 3″ O                                     | 15. Dez. 1978 (BLR-LAB 8861) | Kirche | KG: Laatsch Bauparzelle: 7                                      |
| ja   | Datei hochladen | Pfarrwidum ID: 15731                                                                            | 46° 42′ 36″ N, 10° 31′ 32″ O Fraktion: Burgeis                  | 13. Aug. 1971 (MD)           | Widum/Kanonikerhaus | KG: Burgeis Bauparzelle: 120                                    |
| ja   | Datei hochladen | Pfarrwidum ID: 15746                                                                            | 46° 40′ 49″ N, 10° 32′ 1″ O Fraktion: Laatsch                   | 15. Dez. 1978 (BLR-LAB 8861) | Widum/Kanonikerhaus | KG: Laatsch Bauparzelle: 22                                     |
| ja   | Datei hochladen | Pfarrwidum ID: 15768                                                                            | 46° 41′ 23″ N, 10° 32′ 38″ O Fraktion: Mals                     | 24. März 1980 (BLR-LAB 1589) | Widum/Kanonikerhaus | KG: Mals Bauparzelle: 109/1                                     |
| ja   | Datei hochladen | Pfarrwidum ID: 15783                                                                            | 46° 41′ 31″ N, 10° 36′ 55″ O Fraktion: Matsch                   | 6. März 1989 (BLR-LAB 1262)  | Widum/Kanonikerhaus | KG: Matsch Bauparzelle: 94                                      |
| ja   | Datei hochladen | Plawenn ID: 15798                                                                               | 46° 44′ 33″ N, 10° 33′ 48″ O                                    | 21. Sep. 1971 (MD)           | Ansitz | KG: Plawenn Bauparzelle: 6                                      |
| ja   | Datei hochladen | Punistraße 3 ID: 50482                                                                          | Punistraße 3 46° 41′ 29″ N, 10° 32′ 31″ O                       | 3. März 2008 (BLR-LAB 672)   | Städtisches Wohnhaus | KG: Mals Bauparzelle: 201                                       |
| ja   | Datei hochladen | Schlosserhof ID: 15751                                                                          | 46° 40′ 34″ N, 10° 31′ 49″ O                                    | 15. Dez. 1978 (BLR-LAB 8861) | Ländliches Wohnhaus/Bauernhof | KG: Laatsch Bauparzelle: 103/1, 103/2                           |
| ja   | Datei hochladen | Spitalstraße 5 ID: 15770                                                                        | Spitalstraße 5 46° 41′ 20″ N, 10° 32′ 35″ O                     | 1. Dez. 1980 (BLR-LAB 7651)  | Ländliches Wohnhaus/Bauernhof | KG: Mals Bauparzelle: 113, 114, 115                             |
| ja   | Datei hochladen | St. Anton ID: 15803                                                                             | 46° 41′ 31″ N, 10° 31′ 35″ O                                    | 21. Mai 1971 (MD)            | Kirche | KG: Schleis Bauparzelle: 19                                     |
| ja   | Datei hochladen | St. Benedikt ID: 15779                                                                          | 46° 41′ 25″ N, 10° 32′ 22″ O                                    | 24. März 1980 (BLR-LAB 1589) | Kirche | KG: Mals Bauparzelle: 166                                       |
| ja   | Datei hochladen | St. Cäsarius in Flutsch ID: 15752                                                               | 46° 40′ 29″ N, 10° 31′ 32″ O                                    | 15. Dez. 1978 (BLR-LAB 8861) | Kirche | KG: Laatsch Bauparzelle: 123                                    |
| ja   | Datei hochladen | St. Cosmas und Damian ID: 15753                                                                 | 46° 40′ 29″ N, 10° 31′ 31″ O                                    | 15. Dez. 1978 (BLR-LAB 8861) | Kirche | KG: Laatsch Bauparzelle: 124                                    |
| ja   | Datei hochladen | St. Florin ID: 15787                                                                            | 46° 41′ 50″ N, 10° 37′ 14″ O                                    | 15. Dez. 1978 (BLR-LAB 8861) | Kirche | KG: Matsch Bauparzelle: 142                                     |
| ja   | Datei hochladen | St. Johann ID: 15771                                                                            | 46° 41′ 19″ N, 10° 32′ 35″ O                                    | 24. März 1980 (BLR-LAB 1589) | Kirche | KG: Mals Bauparzelle: 116                                       |
| ja   | Datei hochladen | St. Josef in Ulten ID: 15780                                                                    | 46° 43′ 23″ N, 10° 33′ 27″ O                                    | 22. Okt. 1984 (BLR-LAB 5794) | Kirche | KG: Mals Bauparzelle: 206                                       |
| ja   | Datei hochladen | St. Leonhard ID: 15750                                                                          | 46° 40′ 36″ N, 10° 31′ 49″ O                                    | 15. Dez. 1978 (BLR-LAB 8861) | Kirche | KG: Laatsch Bauparzelle: 94                                     |
| ja   | Datei hochladen | St. Martin ID: 15778                                                                            | 46° 41′ 22″ N, 10° 32′ 24″ O                                    | 25. Nov. 1951 (MD)           | Kirche | KG: Mals Bauparzelle: 154                                       |
| ja   | Datei hochladen | St. Martin in Obermatsch ID: 15785                                                              | 46° 40′ 59″ N, 10° 36′ 42″ O                                    | 15. Dez. 1978 (BLR-LAB 8861) | Kirche | KG: Matsch Bauparzelle: 111                                     |
| ja   | Datei hochladen | St. Martin in Zerz ID: 15735                                                                    | 46° 44′ 59″ N, 10° 31′ 16″ O                                    | 15. Dez. 1978 (BLR-LAB 8861) | Kirche | KG: Burgeis Bauparzelle: 146                                    |
| ja   | Datei hochladen | St. Michael ID: 15721                                                                           | 46° 42′ 29″ N, 10° 31′ 44″ O                                    | 15. Dez. 1978 (BLR-LAB 8861) | Kirche | KG: Burgeis Bauparzelle: 1                                      |
| ja   | Datei hochladen | St. Nikolaus ID: 15796                                                                          | 46° 43′ 18″ N, 10° 34′ 44″ O Fraktion: Planeil                  | 15. Dez. 1978 (BLR-LAB 8861) | Kirche | KG: Planeil Bauparzelle: 42                                     |
| ja   | Datei hochladen | St. Nikolaus ID: 15734                                                                          | 46° 42′ 46″ N, 10° 31′ 56″ O Fraktion: Burgeis                  | 15. Dez. 1978 (BLR-LAB 8861) | Kirche | KG: Burgeis Bauparzelle: 140                                    |
| ja   | Datei hochladen | St. Stephan ID: 15807                                                                           | 46° 42′ 5″ N, 10° 31′ 13″ O                                     | 15. Dez. 1978 (BLR-LAB 8861) | Kirche | KG: Schlinig Bauparzelle: 6                                     |
| ja   | Datei hochladen | St. Veit am Bichl ID: 15820                                                                     | 46° 40′ 44″ N, 10° 33′ 42″ O                                    | 15. Dez. 1978 (BLR-LAB 8861) | Kirche | KG: Tartsch Bauparzelle: 74                                     |
| ja   | Datei hochladen | Turm der alten Pfarrkirche ID: 15754                                                            | 46° 40′ 50″ N, 10° 32′ 2″ O                                     | 15. Dez. 1978 (BLR-LAB 8861) | romanischer Turm | KG: Laatsch Bauparzelle: 134                                    |
| ja   | Datei hochladen | Unsere Liebe Frau in Kurtatsch ID: 15786                                                        | 46° 41′ 19″ N, 10° 37′ 5″ O                                     | 15. Dez. 1978 (BLR-LAB 8861) | Kirche | KG: Matsch Bauparzelle: 130                                     |
| ja   | Datei hochladen | Unter- und Obermatsch ID: 15791                                                                 | 46° 40′ 58″ N, 10° 36′ 42″ O                                    | 15. Dez. 1978 (BLR-LAB 8861) | Burgruinen; die links in der Spalte Standort stehenden Koordinaten beziehen sich auf Obermatsch; Untermatsch befindet sich auf 46° 40′ 52,3″ N, 10° 36′ 34,7″ O.             | KG: Matsch Grundparzelle: 366, 366/1, 366/2                     |
| ja   | Datei hochladen | Vierzehn-Nothelfer-Kirche ID: 15761                                                             | 46° 41′ 40″ N, 10° 32′ 31″ O                                    | 24. März 1980 (BLR-LAB 1589) | Kirche | KG: Mals Bauparzelle: 61                                        |
| ja   | Datei hochladen | Volksschule ID: 15766                                                                           | Schulgasse 3 46° 41′ 21″ N, 10° 32′ 48″ O                       | 24. März 1980 (BLR-LAB 1589) | Schule | KG: Mals Bauparzelle: 100/1                                     |
| ja   | Datei hochladen | Wolf ID: 15748                                                                                  | 46° 40′ 52″ N, 10° 31′ 56″ O                                    | 16. Sep. 1986 (BLR-LAB 5103) | um 1300 erbautes Gebäude Der Turm in Wall, spätmittelalterlicher Ansitz der Familie Scheck. Die Forschung datiert die ältesten Teile des Mauerwerks ins 13./14. Jahrhundert. | KG: Laatsch Bauparzelle: 37                                     |

Falls bei einem Baudenkmal keine Koordinaten bekannt sind, werden ersatzweise die Katasterdaten zum Zeitpunkt der Unterschutzstellung angegeben. Diese sind weder offiziell noch zwingend aktuell.
Die vom Landesdenkmalamt übernommenen Adressen können veraltet sein.
| Foto:   | Fotografie des Denkmals. Klicken des Fotos erzeugt eine vergrößerte Ansicht. Daneben finden sich zwei Symbole: |
| ID      | Identifikator beim Südtiroler Landesdenkmalamt                                                                 |
| KG      | Katastralgemeinde                                                                                              |
| MD      | Ministerialdekret                                                                                              |
| BLR-LAB | Beschluss der Landesregierung – Landesausschussbeschluss                                                       |

## Ehemalige Baudenkmäler
| Foto |                 | Bezeichnung              | Standort                                       | Eintragung                  | Beschreibung | Metadaten                   |
| ---- | --------------- | ------------------------ | ---------------------------------------------- | --------------------------- | --- | --------------------------- |
| BW   | Datei hochladen | Haus Nr. 36–37 ID: 15795 | 46° 43′ 17″ N, 10° 34′ 42″ O Fraktion: Planeil | 29. Jan. 1996 (BLR-LAB 257) | Ländliches Wohnhaus/Bauernhof; nach Auskunft des Katasteramtes von Schlanders wurde der Denkmalschutz aufgehoben. | KG: Planeil Bauparzelle: 31 |

Falls bei einem Baudenkmal keine Koordinaten bekannt sind, werden ersatzweise die Katasterdaten zum Zeitpunkt der Unterschutzstellung angegeben. Diese sind weder offiziell noch zwingend aktuell.
Die vom Landesdenkmalamt übernommenen Adressen können veraltet sein.
| Foto:   | Fotografie des Denkmals. Klicken des Fotos erzeugt eine vergrößerte Ansicht. Daneben finden sich zwei Symbole: |
| ID      | Identifikator beim Südtiroler Landesdenkmalamt                                                                 |
| KG      | Katastralgemeinde                                                                                              |
| MD      | Ministerialdekret                                                                                              |
| BLR-LAB | Beschluss der Landesregierung – Landesausschussbeschluss                                                       |